# Tannenbusch
Tannenbusch ist ein Ortsteil der Bundesstadt Bonn im gleichnamigen Stadtbezirk mit rund 17.500 Einwohnern. Er gliedert sich in die Siedlungsbereiche Alt-Tannenbusch und Neu-Tannenbusch.

## Alt-Tannenbusch

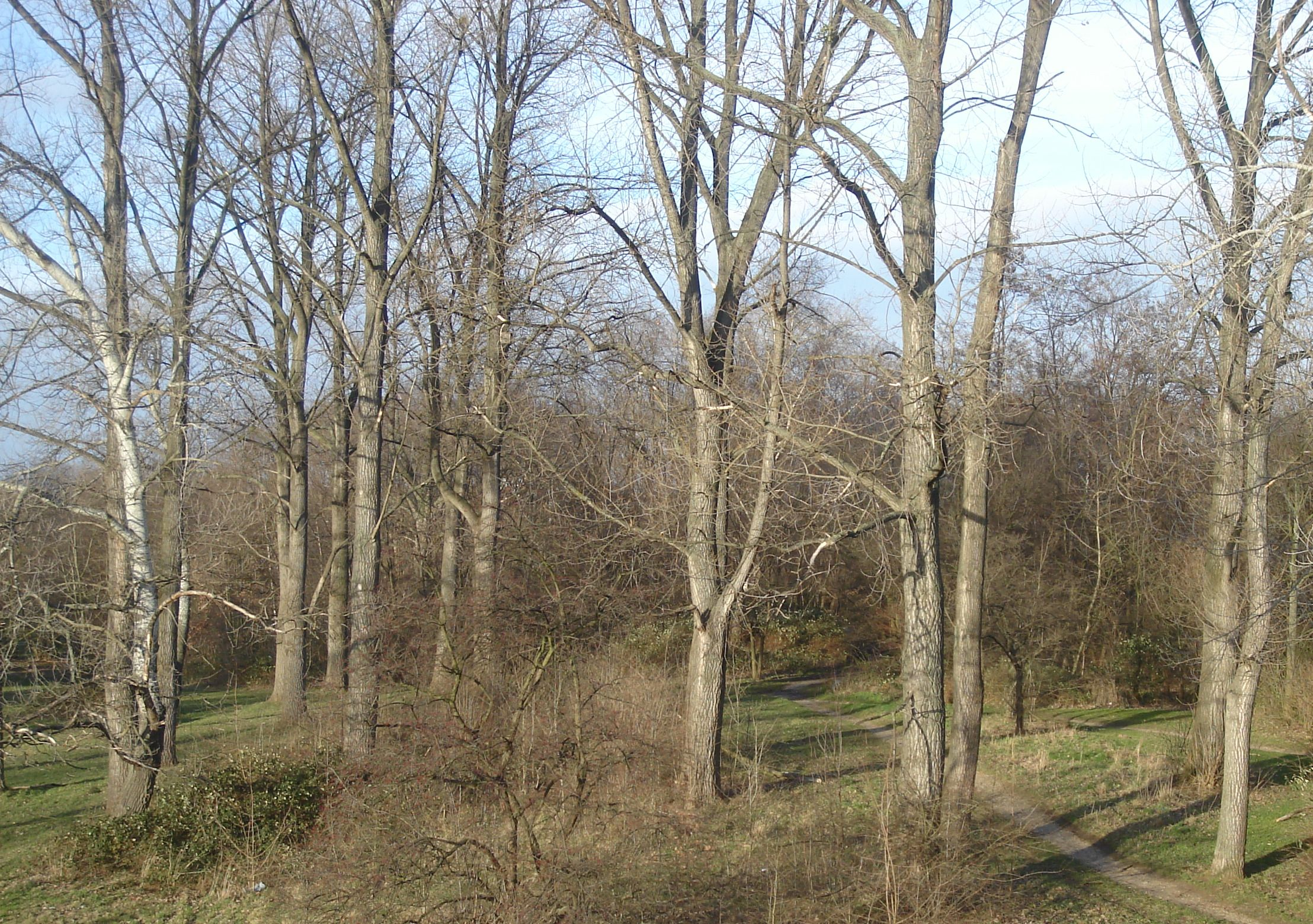
Die Düne (Alt-Tannenbusch)

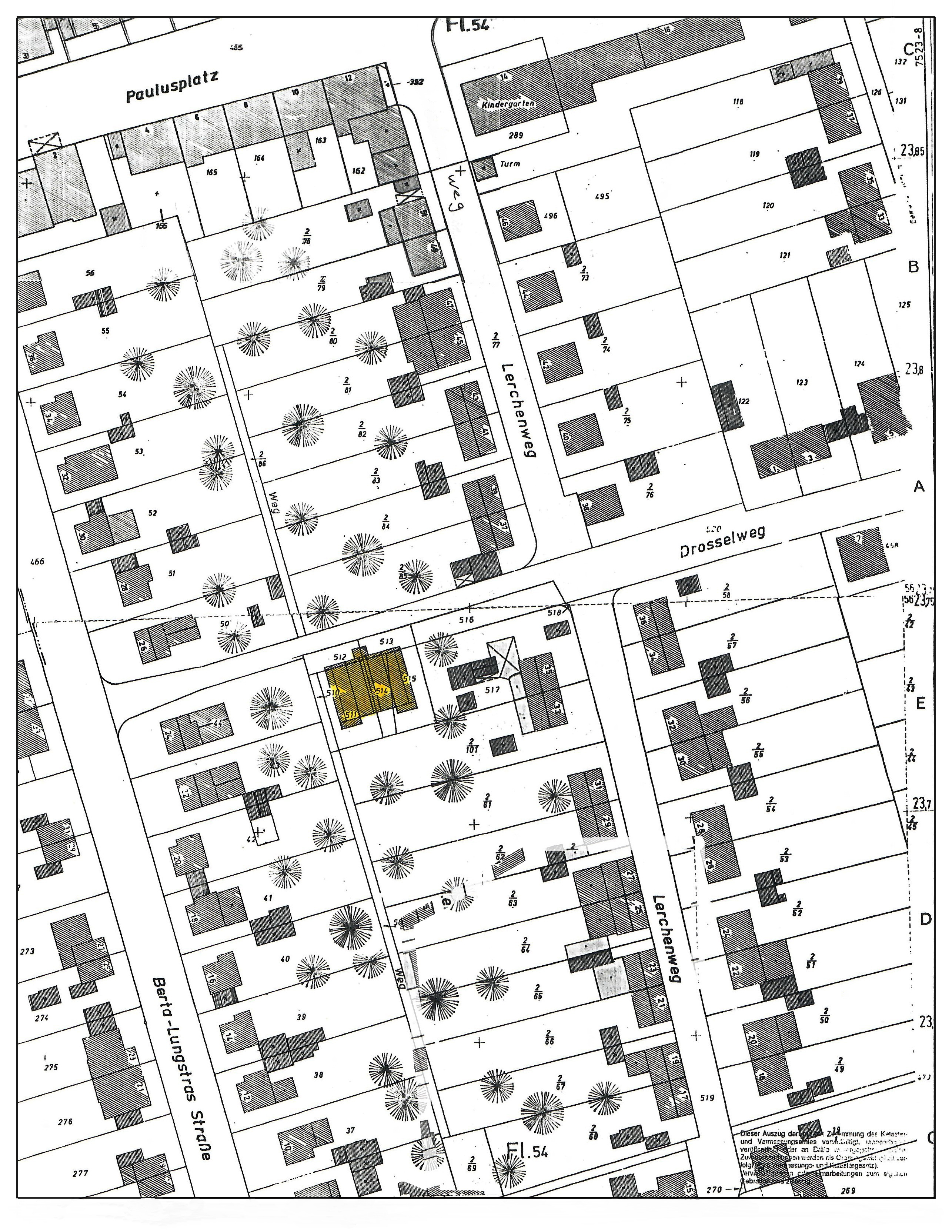
Projekt des Evangelischen Kirchenkreises (gelb) in der "Vogelsiedlung" in Bonn, Alt – Tannenbusch

Tannenbusch ist eine Siedlung am nordwestlichen Stadtrand von Bonn, zwischen Buschdorf und Dransdorf, die in drei Zeitabschnitten entstand. Nach dem Schützenhof entstanden nach dem Zweiten Weltkrieg die „Vogelsiedlung“ und die HICOG-Siedlung an der Straße Im Tannenbusch. Alt-Tannenbusch gruppiert sich um eine Binnendüne (Düne Tannenbusch), die als Naturschutzgebiet ausgewiesen ist und durch dichten Bewuchs kaum erkennbar ist. Zu den Bewohnern der Düne zählt eine Kolonie freilebender Halsbandsittiche. Seit November 2001 kümmert sich die Biologische Station Bonn/Rhein-Erft e. V. intensiv um dieses Naturschutzgebiet und bietet dort u. a. Führungen an.
Mit Alt-Tannenbusch entwickelte sich im Bereich eines einstigen Übungsplatzes für das in Bonn-Castell stationierte Husaren-Regiment „König Wilhelm I.“ "nach den Richtlinien der damaligen Reichsregierung im Wege der Selbst- und Nachbarschaftshilfe eine vorstädtische Kleinsiedlung mit kleinen Eigenheimen für arbeitslose Handwerksfamilien. Im Frühjahr 1933 wurden die ersten 20 Häuser nach nur sechsmonatiger Bauzeit eingeweiht. Damit hatte die Stadt Bonn armen Familien die Möglichkeit geschaffen, nicht nur ein eigenes Dach über dem Kopf zu haben, sondern sich auch selbst versorgen zu können. Denn die Grundstücke waren großzügig bemessen, so dass die Bewohner, vertraglich dazu verpflichtet, zum Eigenverbrauch Obst und Gemüse anbauen und Kleintiere halten konnten."
In der fast dörflichen Struktur der „Vogelsiedlung“, mit den relativ großen Grundstücken waren Nachverdichtungsmaßnahmen, um den in Bonn dringend benötigten Wohnraum zu schaffen, nur schwer umzusetzen. Das zeigt das Projekt für „am Wohnungsmarkt benachteiligte Randgruppen“ des Evangelischen Kirchenkreises Bonn im Drosselweg aus dem Jahr 1996. „Anfangs hatte der Kirchenkreis vor, bis zu 20 Wohnungen zu bauen“, die von Stadt und Land gefördert werden sollten. Allgemeine Finanzierungsprobleme und ein Mangel an Grundstücken ließen das Vorhaben scheitern.
In Alt-Tannenbuch leben heute etwa 6000 Menschen. Zentraler Einkaufspunkt ist der Paulusplatz. An diesem befindet sich auch die namengebende katholische Kirche St. Paulus, die zu einem Pfarrverband aus den Gemeinden Alt- und Neu-Tannenbusch, Dransdorf, Lessenich, Buschdorf, Auerberg, Graurheindorf und (äußere) Nordstadt gehört. Wenige Meter westlich, am Lievelingsweg, steht die evangelische Apostelkirche. Die Gemeinde umfasst Alt-, Neu-Tannenbusch und Dransdorf.

## Neu-Tannenbusch

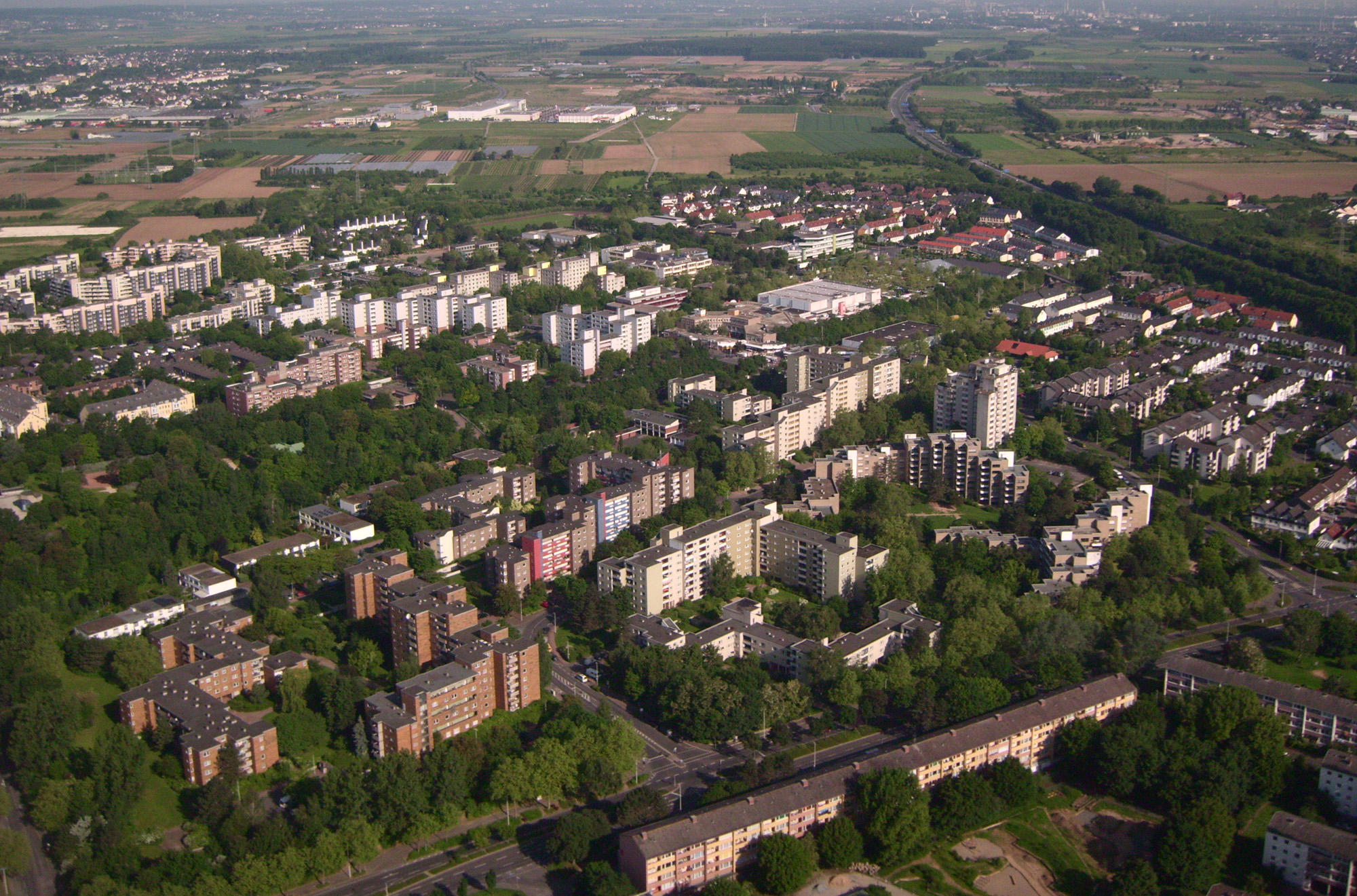
Luftbild von Neu-Tannenbusch

### Geographische Lage
Neu-Tannenbusch wird im Norden durch die Bundesautobahn 555 und im Süden durch die Bahnstrecke Bonn-Köln abgegrenzt. Das Gebiet reicht westlich bis an die Grenze der Nachbarkommunen Alfter und Roisdorf und erstreckt sich im Osten bis zur Schlesienstraße.

### Siedlungsgeschichte
Neu-Tannenbusch ist eine planerisch erbaute Großwohnsiedlung, die Anfang der 1970er-Jahre als Reaktion auf die damals herrschende Wohnungsnot entstand.
Die Siedlung folgt dem damaligen Ideal „modernen Wohnens“. So finden sich ausgeprägte Wohnbereiche mit dichter Bebauung (Geschosswohnungsbau), breite, autogerechte Straßen mit vielen Parkmöglichkeiten und einer zentralen Abfallsauganlage, die allerdings von Anfang an mit erheblichen technischen Problemen zu kämpfen hatte und mittlerweile zurückgebaut wurde. Daneben gibt es einen großen Bereich mit Reihenhäusern und Grünflächen.

Für den Bau von Neu-Tannenbusch wurde die Trasse der Rheinuferbahn auf mehreren Kilometern verlegt und in einem Einschnitt durch die neue Siedlung geführt. Heute fahren dort die Bonner Stadtbahnlinien 63 und 16. Die Straßen in Neu-Tannenbusch sind fast ausschließlich nach Orten und Landschaften in ehemals deutschen Ostgebieten und der damaligen DDR benannt (z. B. Schlesienstraße, Oppelner Straße, Westpreußenstraße).

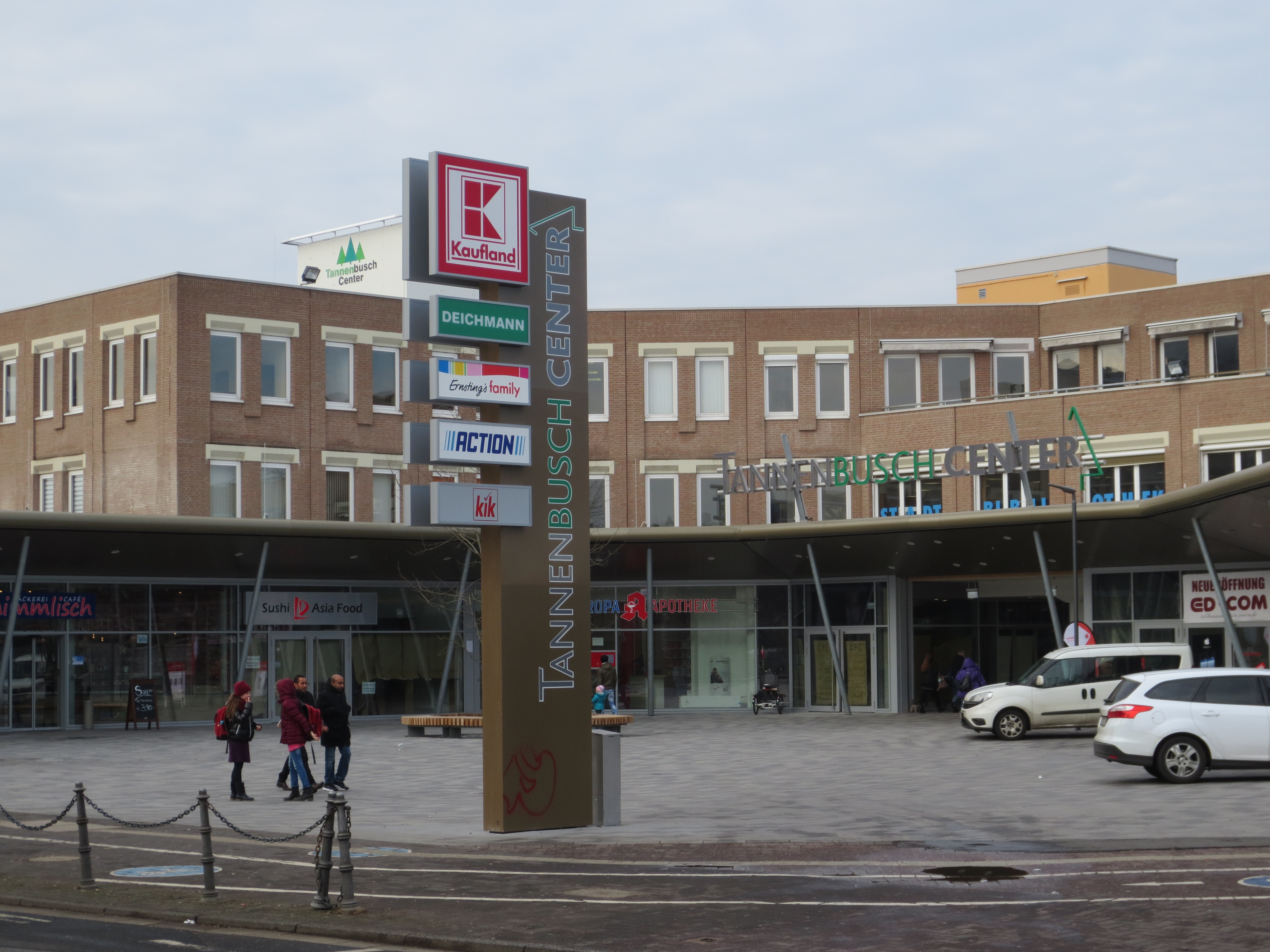
Plaza vor dem Tannenbusch Center

Das Tannenbusch Center, welches sich an der Bahnhaltestelle Tannenbusch Mitte befindet, wird als ökonomisches Zentrum, sowie auch als sozialer Treffpunkt angesehen. Im Tannenbusch Center befinden sich neben Supermärkten und diversen internationalen Restaurants auch eine Stadtteilbibliothek.

### Sozialdemographische Merkmale
Neu-Tannenbusch hat 10.498 Einwohner (Stand 2019). 60,6 % der Einwohner Neu-Tannenbuschs sind Zuwanderer (Doppelstaatler (Deutsche mit weiterer Staatsangehörigkeit) und Ausländer). In der Stadt Bonn liegt der Anteil an Zuwanderern bei 29,3 %. Auch in der Altersstruktur weicht Neu-Tannenbusch vom Durchschnitt der Stadt Bonn ab. Mit einem Durchschnittsalter von 36,1 Jahren ist Neu-Tannenbusch ein junger Stadtteil mit vielen Kindern (Bundesstadt Bonn Durchschnitt 42,5 Jahre). Die Arbeitslosenquote lag 2014 in Neu-Tannenbusch/Buschdorf mit 13,3 % deutlich über der Arbeitslosenquote der Stadt Bonn mit 7,0 %. Anhand der vorgestellten statistischen Daten kann man also feststellen, dass das Gebiet Neu-Tannenbusch hinsichtlich sozialer Indikatoren wie dem Anteil an Zuwanderern, dem Arbeitslosenanteil sowie der Altersstruktur signifikant vom gesamtstädtischen Durchschnitt abweicht.

### Konfessionsstatistik
Am 31. Dezember 2023 waren 37,6 % der Stadtteil Bevölkerung islamisch, 30,3 % gehörten keiner Glaubensgemeinschaft an, 16,9 % waren römisch-katholisch, 6,6 % evangelisch und 8,5 % gehörten einer sonstigen Glaubensgemeinschaften an.

### Herausforderungen des Stadtteils
Durch die sozialdemographischen Merkmale des Stadtteils wird deutlich, dass Neu-Tannenbusch mit Aufgaben der Integration, sowie Bildung und Beschäftigung mehr zu kämpfen hat als andere Stadtteile. Hieraus ergeben sich „erhebliche soziale Handlungsbedarfe“. Hinzu kommt, dass Neu-Tannenbusch auch durch Sanierungs- und Modernisierungsbedarfe in den Wohngebäuden geprägt ist. Dieser Umstand ist einer der Gründe, warum der Stadtteil mit einem negativen Image behaftet ist. Dies führt beispielsweise dazu, dass Bewohner Neu-Tannenbuschs Stigmatisierungen aufgrund ihres Wohnortes erfahren. Gegenmaßnahme sind Neustrukturierungen von bestehenden Wohnbauflächen mit Nachverdichtung um preisgünstige, altersgerechte und barrierefreie Wohnungen mit ergänzenden Nutzungen wie Tagespflege, Physiotherapie etc. zu entwickeln.
Neu-Tannenbusch wird in den Medien als sozialer Brennpunkt bezeichnet. Zudem werden unter anderem Parallelen zum Brüsseler Stadtteil Molenbeek gezogen.

### Das Programm „soziale Stadt“
Das Programm Soziale Stadt ist eine Städtebauförderung von Bund und Ländern und wurde 1999 initiiert. Im Mittelpunkt des Programms stehen Quartiere mit besonderem Entwicklungsbedarf. Laut § 171e des BauGB weisen Quartiere mit besonderem Entwicklungsbedarf städtebauliche und infrastrukturelle Probleme auf. Der besondere Entwicklungsbedarf liegt vor, wenn das Quartier „eine statistische Abweichung vom gesamtstädtischen Durchschnitt aufweist“. Das Programm unterscheidet sich insofern von anderen Programmen der Städtebauförderung, da das Quartier nicht allein als geographischer Raum, sondern als Sozialraum verstanden wird. Ein zentrales Instrument, um benachteiligte Quartiere aufzuwerten, ist die Partizipation der Bewohner. Die Bewohnerschaft soll in deutlich stärkerem Maße partizipieren, als es bei förmlichen Beteiligungsverfahren praktiziert wird. Um Bürger zur Teilnahme an Beteiligungsangeboten zu aktivieren, wird ein Quartiersmanagement eingerichtet. Das Quartiersmanagement fungiert als Vermittler zwischen der Bewohnerschaft und der städtischen Verwaltung und soll fachübergreifende Zusammenarbeit und die Vernetzung der Akteure fördern.

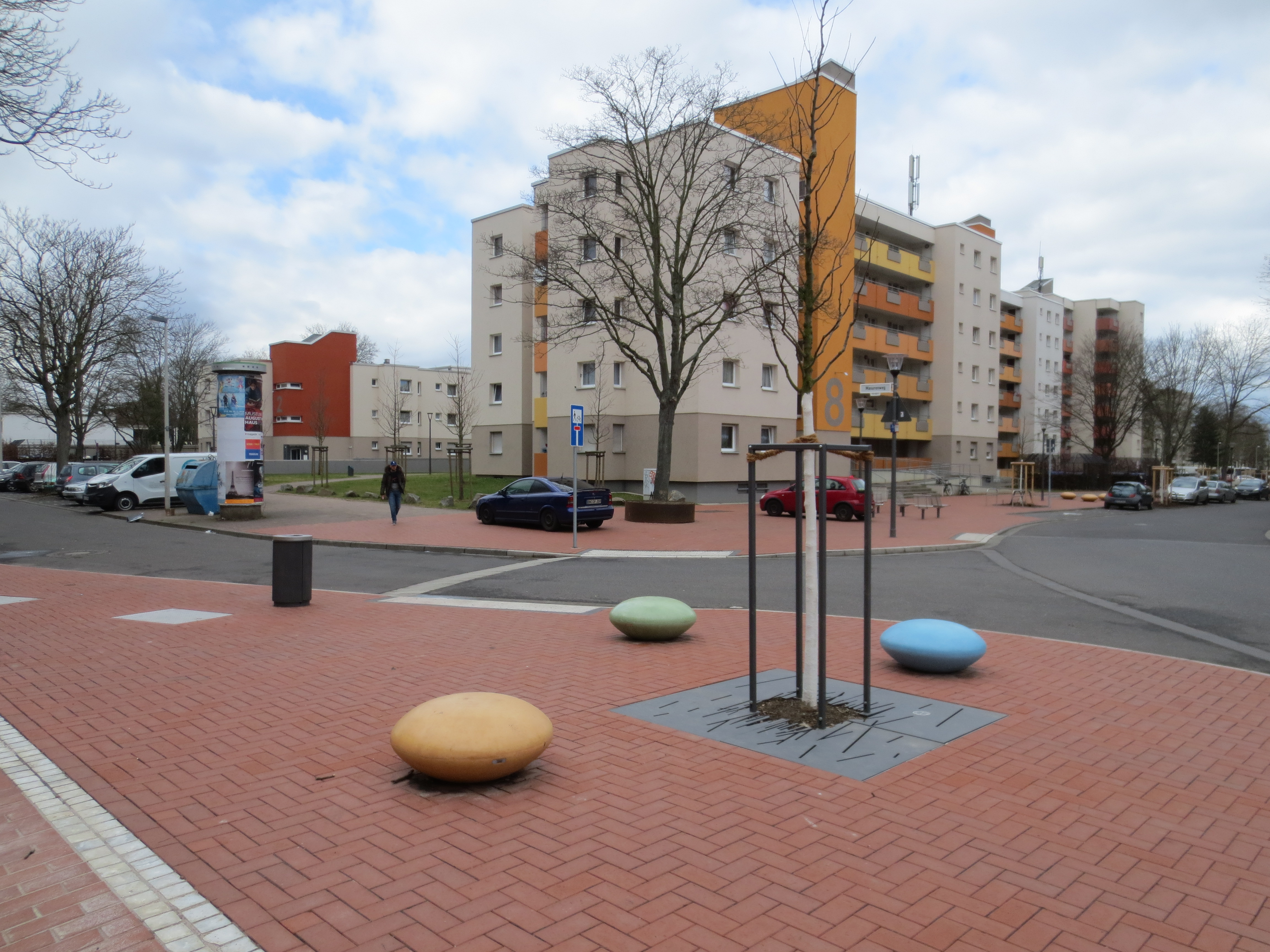
Bauliche Aufwertung Riesengebirgsstraße

Bonn Neu-Tannenbusch wurde Ende 2009 in das Programm Soziale Stadt aufgenommen. Das Integrierte Handlungskonzept für Neu-Tannenbusch gilt hierbei als Wegweiser für umfangreiche Maßnahmen, unter anderem in den Bereichen der baulichen Aufwertung, Bildung und Beschäftigung, sowie der aktiven Nachbarschaften. Im Rahmen des integrierten Handlungskonzeptes wurden fünf Handlungsfelder für Neu-Tannenbusch ausgearbeitet, welche nach der Umsetzung die Lebensbedingungen im Stadtteil nachhaltig verbessern sollen:
- Handlungsfeld A: Nachhaltige Erneuerungsstrategie für die Wohngebäude – Gesundes und zukunftsfähiges Wohnen
- Handlungsfeld B: Orte für Kommunikation und Aktion – Erleben und Erholen, Natur, Kunst und Kultur
- Handlungsfeld C: Zweite Chance – Bildung und Beschäftigung im Stadtteil
- Handlungsfeld D: Zukunftsperspektive Leben in Neu-Tannenbusch – Ganzheitliche Familienarbeit
- Handlungsfeld E: Quartiersmanagement – Neues Image und aktive Nachbarschaften

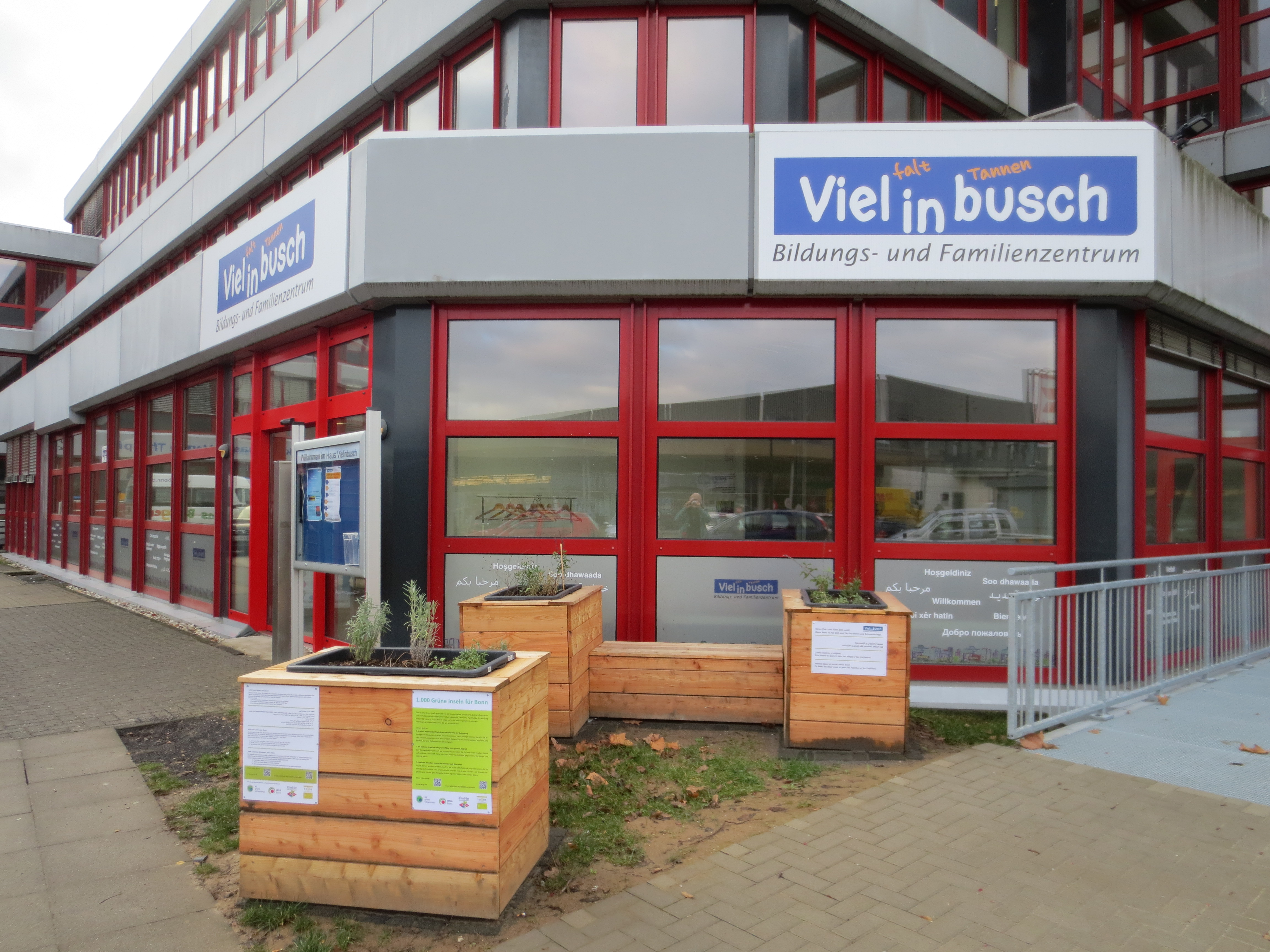
Haus Vielinbusch in Neu-Tannenbusch

Seitdem konnten bereits viele bauliche Projekte mithilfe der Fördergelder durchgeführt werden Hierzu zählen die Aufwertung zahlreicher Häuserfassaden, Kinderspielplätze oder des Platzes vor dem Tannenbusch Center. Die Etablierung partizipativer Strukturen konnte unter anderem mit Projekten wie dem Kinder- und Jugendsportfest (2012 und 2013) sowie der Veranstaltung von acht Tannenbuschforen im Zeitraum 2013 bis 2016 vorangetrieben werden. Ein weiteres Projekt des Quartiersmanagements ist der Stadtteilfonds. Durch das Projekt des Stadtteilfonds werden Bewohner aktiviert und befähigt, eigene Ideen für den Stadtteil umzusetzen. Dies geschieht mit Hilfe finanzieller Unterstützung aus öffentlichen Mitteln. Als weitere Erfolgsgeschichte des Stadtteils wird die Eröffnung des Familien- und Bildungszentrums Haus Vielinbusch gesehen. Dieses wurde mit Unterstützung des Quartiersmanagements von Bewohnern des Stadtteils aufgebaut und leistet seit 2017 eine Vielfalt an Beratungs- und Freizeitangeboten.
Bis Ende 2017 war die Quartiersarbeit in Neu-Tannenbusch Teil des Förderprogramms Soziale Stadt und wurde durch das Dortmunder Büro für Architektur und Stadtentwicklung (BASTA) durchgeführt. Seit 2018 gliedert sich das Quartiersmanagement Neu-Tannenbusch, welches weiterhin durch das BASTA vertreten wird, in das Systematische Quartiersmanagement der Stadt Bonn ein. Mit dieser strukturellen Veränderung wechselt die Zuständigkeit vom Stadtplanungsamt zum Amt für Soziales und Wohnen der Stadt Bonn. Die bisherigen Aktivitäten und Projekte des Quartiersmanagements Neu-Tannenbusch bleiben erhalten.
2016 wurde die Fortschreibung des integrierten Handlungskonzeptes zur Abrundung der Erneuerungsstrategie mit sozialen Angeboten für Neu-Tannenbusch beschlossen, das von der Planungsgruppe STADTBÜRO betreut wurde. Der Fokus liegt zukünftig auf sozialen Maßnahmen. Hierbei werden Projekte im Bereich der Integration, Beschäftigung, Bildung, Bekämpfung von Armut und gesundheitlicher Aufklärung erarbeitet und umgesetzt.

## Sonstiges
In Neu-Tannenbusch befinden sich die Studentenwohnheime Tannenbusch I und II.
An der Grenze zwischen Neu- und Alt-Tannenbusch ist der FC Tannenbusch beheimatet, der die Sportanlage „An der Düne“ nutzt und intensive Jugendarbeit insbesondere im Fußball betreibt.

Ein markantes Gebäude ist das Gustav-Heinemann-Haus, eine Modelleinrichtung für Rehabilitationsmaßnahmen mit einer Reihe unterschiedlicher Zentren. An einigen Tagen in der Woche ist das hauseigene Schwimmbad für die Allgemeinheit geöffnet.

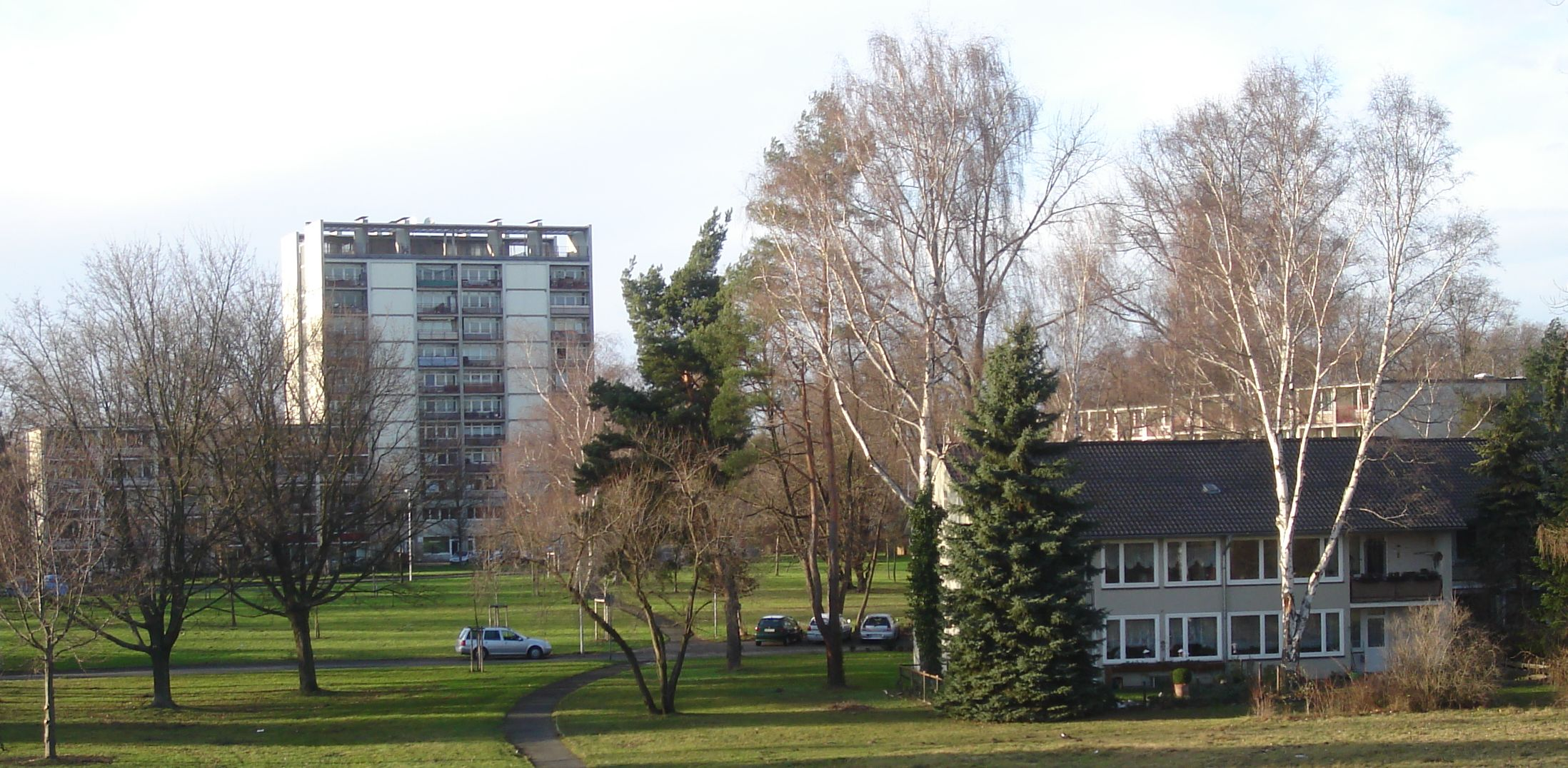
Häuser der amerikanischen HICOG-Siedlung zwischen Alt- und Neu-Tannenbusch

Am nördlichen Rand geht Tannenbusch in den „Grünzug Nord“ über, ein Naherholungsgebiet mit Freiflächen, einem See, Spielplätzen und einer kleinen Freilichtbühne. In Neu-Tannenbusch gibt es neben Kindergärten und Grundschulen auch eine Gesamtschule (Bertolt-Brecht-Gesamtschule) sowie ein von 1977 bis 1980 entstandenes Schulzentrum mit Realschule (Freiherr-vom-Stein-Realschule) und Gymnasium (Tannenbusch-Gymnasium), das sich durch die beiden wählbaren Schwerpunkte Musik und Sport auszeichnet.
Die katholische Kirche in Neu-Tannenbusch ist die Pfarrkirche St. Thomas Morus, die mit den Kirchen St. Paulus in Alt-Tannenbusch, St. Aegidius in Buschdorf, St. Margareta in Graurheindorf, St. Laurentius in Lessenich, St. Antonius in Dransdorf sowie St. Bernhard und St. Hedwig in Auerberg zum gleichnamigen Pfarrverband gehört. Die evangelischen Christen gehören zusammen mit jenen aus Dransdorf zur Gemeinde der Apostelkirche in Alt-Tannenbusch.

## Persönlichkeiten
- Karl Johannes Newman (ursprünglich Karl Johannes Neumann; 1913–2005), Politikwissenschaftler, unter anderem Professor für Politische Wissenschaften, lehrte unter anderem in Köln und lebte in Tannenbusch.[21]
- SSIO (* 1989), deutscher Rapper und Musikproduzent

## Einzelbelege
1. ↑  Bevölkerung in Bonn nach Ortsteilen (gemäß Hauptsatzung) am 31.12.2022, Bundesstadt Bonn – Statistikstelle, Januar 2023
2. ↑  Der lange Sand im Bonner Norden., Webseite der Biologischen Station Bonn/Rhein-Erft e. V., abgerufen am 12. Januar 2023.
3. ↑  Tannenbusch - Reise ins Gestern - Vom Reihenhaus zum Wohnsilo., Lisa Inhoffen in: Bonner Generalanzeiger, 16. Juni 2013, abgerufen am 12. Januar 2023.
4. ↑  Bericht des Bonner Generalanzeigers über den Spatenstich vom 14. November 1995.
5. ↑  Adieu Absauganlage: Premiere für die Müllabfuhr In: General-Anzeiger. 5. Januar 2010.
6. ↑  Statistikstelle Bundesstadt Bonn: Statistik aktuell. Hrsg.: Bundesstadt Bonn. Bonn Dezember 2018, S. 16, doi:10.1007/s35114-016-1260-8 (bonn.de [PDF; abgerufen am 7. November 2019]). Statistik aktuell (Memento des Originals vom 2. April 2019 im Internet Archive)  Info: Der Archivlink wurde automatisch eingesetzt und noch nicht geprüft. Bitte prüfe Original- und Archivlink gemäß Anleitung und entferne dann diesen Hinweis.
7. ↑  Statistikstelle Bundesstadt Bonn: Statistik aktuell. (PDF) Bundesstadt Bonn, 31. Dezember 2018, archiviert vom Original (nicht mehr online verfügbar) am 2. April 2019; abgerufen am 7. November 2019.  Info: Der Archivlink wurde automatisch eingesetzt und noch nicht geprüft. Bitte prüfe Original- und Archivlink gemäß Anleitung und entferne dann diesen Hinweis.
8. ↑  Statistikstelle Bundesstadt Bonn: Statistik aktuell. (PDF) Bundesstadt Bonn, 31. Dezember 2018, archiviert vom Original (nicht mehr online verfügbar) am 2. April 2019; abgerufen am 7. November 2019.  Info: Der Archivlink wurde automatisch eingesetzt und noch nicht geprüft. Bitte prüfe Original- und Archivlink gemäß Anleitung und entferne dann diesen Hinweis.
9. ↑  Statistikstelle Bundesstadt Bonn: Vorbericht zu den Wahlen in Bonn am 25. Mai 2014. (PDF) Bundesstadt Bonn, archiviert vom Original (nicht mehr online verfügbar) am 10. Oktober 2015; abgerufen am 7. November 2019.  Info: Der Archivlink wurde automatisch eingesetzt und noch nicht geprüft. Bitte prüfe Original- und Archivlink gemäß Anleitung und entferne dann diesen Hinweis.
10. ↑  Bundesstadt Bonn Konfessionsstruktur in Bonn, abgerufen am 26. Oktober 2024.
11. ↑  M. Kamp-Murböck et al: Evaluation und Fortschreibung des integrierten Handlungskonzeptes Soziale Stadt Neu-Tannenbusch. (PDF) StadtRaumKonzept GmbH, abgerufen am 30. Mai 2019.
12. ↑  U. Mölders et al: Soziale Stadt NRW. Integriertes Handlungskonzept Bonn Neu-Tannenbusch. Stadt und Regionalplanung. Hrsg.: Dr. Jansen GmbH. Köln. Köln, S. 2.
13. ↑  Bebauungsplan-Nr. 6323-1., „Schneidemühler Straße“, Vorhabenbezogener Bebauungsplan Stadt Bonn/VEBOWAG, abgerufen am 12. Januar 2023.
14. ↑  Bonn-Tannenbusch – das deutsche Molenbeek? Westdeutscher Rundfunk, 3. Dezember 2015, abgerufen am 10. April 2016.
15. ↑  A. Volkmann: Quartierseffekte in der Stadtforschung und in der sozialen Stadtpolitik. In: Forum Stadt- und Regionalplanung e. V. (Hrsg.): Graue Reihe des Instituts für Stadt- und Regionalplanung TU Berlin. Heft 36. Berlin, S. 33.
16. ↑  U. Mölders et al: Soziale Stadt NRW. Integriertes Handlungskonzept Bonn Neu-Tannenbusch. (PDF) Stadt und Regionlaplanung Dr. Jansen GmbH Köln, abgerufen am 7. November 2019.
17. ↑  Bundesstadt Bonn Stadtplanungsamt: Soziale Stadt Bonn Neu-Tannenbusch. Jahresbericht 2013. (PDF) Bundesstadt Bonn, abgerufen am 7. November 2019.
18. ↑  UG Vielfalt in Tannenbusch: Vielfalt in Tannenbusch. Abgerufen am 7. November 2019.
19. ↑  Fortschreibung Integriertes Handlungskonzept Bonn Neu-Tannenbusch., Webseite der Planungsgruppe Stadtbüro, abgerufen am 12. Januar 2023.
20. ↑  Ingeborg Flagge: Architektur in Bonn nach 1945: Bauten in der Bundeshauptstadt und ihrer Umgebung. Verlag Ludwig Röhrscheid, Bonn 1984, ISBN 3-7928-0479-4, S. 156.
21. ↑  Newmann, Karl J. In: Walter Habel (Hrsg.): Wer ist wer? Das deutsche Who’s who. 24. Ausgabe. Schmidt-Römhild, Lübeck 1985, ISBN 3-7950-2005-0, S. 893.